# 島田耕
島田 耕（しまだ たがやす、1941年10月28日 - 2016年5月26日）は日本の音楽評論家。
執筆に関するテーマは多岐にわたるがメインとなるのはフォーク、カントリー、カントリー・ロック、ブルーグラス音楽。執筆以外に多数のレコードやCDなどの企画、監修、解説を行った。

## 来歴
1941年10月28日誕生。東京都品川区出身。
日本大学法学部卒業後、専門学校でグラフック・デザインを学ぶ。
東京のデザイン事務所「新樹社」に入社し、数々のデザインを手掛ける。退社後、フリーランスの音楽執筆業に専念する。
高校時代より音楽同好会「サンデー・ウェスタン友の会」会誌、「C&W」誌などへの寄稿を始める。
1960年代初頭、高山宏之氏（カントリー・ブルーグラス音楽評論家）のアシスタントを経て、音楽雑誌「ミュージックライフ」にジョーンバエズに関する記事を掲載したのが音楽執筆の最初となった。
1969年から75年まで自由国民社出版の月刊音楽雑誌「新譜ジャーナル」にてフォーク・C&Wの新譜レコードに関するコラムを担当。
以来、ニューミュージックマガジン、メロディハウス、メンズクラブ、婦人画報、ポパイ、ブルータス、レコパル、エルオムほか、多岐にわたる雑誌に執筆。

## 著書

### 共編著
- 1966年 7月10日　『フォーク・ソングを語ろう』島田耕／日高義／渓川澄男　新興楽譜出版社
- 1975年　　　　　『ブルーグラス音楽』三井徹著。島田耕、永井英男 協力　ブロンズ社
- 1976年　　　　　『ドック・ワトソン／ギタースタイル』小林たけし編。島田耕解説　音楽之友社

### 連載
- 1996年 5月～2014年12月 企業情報誌「月刊 国際グラフ」(後の「ワールドグラフ」)のコラム「アメリカ音楽の旅」を220回にわたって執筆。
- 1998年 3月～1999年12月 「BAY MA」(横浜のライブおよびアートの情報誌)にエッセイ「YOKOHAMA SWEET MEMORIES」を寄稿。

### その他
- 『アサイラムの重要アーティストたち－リンダ・ロンシュタット/ジョン・ブライン/スティーブ・グッドマン』「アサイラム・レコードとその時代」音楽出版社
- 『ミュージック・シーン』(相倉久人氏編集)にて企画・制作スタッフとして70年代半ばまでのアメリカ音楽全体を総括する作業に関わる。
- 『私のベスト… 2011年1月号』寄稿 pen club
- 2004年 6月18日　『カントリーゴールド会場レポート』寄稿 Gold Inside Report

月刊誌『ムーンシャイナー』(ブルーグラス専門誌)執筆
- 1988年 3月号　ブラザー・デュオの軌跡
- 1992年 3月号　エミルー・ハリス
- 1992年 9月号　ヤング・カントリーとブルーグラス
- 1997年 4月号　1946～1996ブルーグラス・レコードの50年
- 2002年11月号　チーフタンズ・コンサートレポート
- 2008年10月号　エミルー・ハリスという存在
- 2009年10月号　島田耕のマイク・シーガー追悼②
- 2010年11月号　日本ブルーグラス・レジェンド

## 監修・解説(ライナー・ノーツ)
- 1969年　　　　　ジョン・ハートフォード　ジョン・ハートフォード BVCM35616 (ソニーミュージック)
- 1970/1972年　　 チェット・アトキンス　ミー・アンド・チェット&ミー・アンド・ジェリー　BVCM35542 (ソニーミュージック)
- 1973年　　　　　ジェントラー・タイム 解説 BVCM-35617 (BMG JAPAN)
- 1973年　　　　　カントリー・ガゼット：Don't Give Up Your Day Job
- 1973年　　　　　Eric Weissberg And Steve Mandel / Dueling Banjos P-8333W (Warner Bros)
- 1975年　　　　　NEW GRASS REVIVAL / FLY THROUGH THE COUNTRY 解説 PA-3130 STEREO STONE COUNTY / TRIO RECORDS
- 1975年　　　　　ハッピー・トラム　リラックス・ユアー・マインド 監修 WKS-71030 (Kicking Mule Records/東芝EMI)
- 1975年　　　　　Jim Connor – Personal Friend Of Arthur Kuykendall, Monk Daniel And Cluny Rakestraw 解説 RCA Victor – RCA-5220
- 1975年　　　　　Bob Wills　For The Last Time
- 1975年　　　　　Stefan Grossman & Ton Van Bergeyk / How To Ragtime Blues Guitar 監修 IRS-80400 (Tranceatlantic/東芝EMI)
- 1976年　　　　　David Cohen / How To Play Folk Guitar WKS 71029 (Kickingmule/東芝EMI)
- 1977年　　　　　Mike Auldridge / Mike Auldridge Flying Fish – PA- 6087 Trio Records
- 1977年　　　　　Hoyt Axton Snowblind Friend VIM-6134 (MCA)
- 1977年　　　　　ステファン・グロスマン　カントリー・ブルース・ギター 監修 WKS-71027(Kicking Mule Records/東芝EMI)
- 1977年　　　　　サム・ミッチェル　ボトル・ネック/スライド・ギター WKS-71031 (Kicking Mule Records/東芝EMI) /
- 1978年　　　　　Stefan Grossman Aurira Block / How To Play Blues Guitar 監修 WKS-71026 (Kicking Mule/東芝EMI)
- 1982年　　　　　ベスト・オブ・ジェニファー・ウォーンズ ライナー解説 AL9560 (Arista)
- 1984年　　　　　Roll On 解説 RPL-8237 (RCA)
- 1987年　　　　　Johnny Cash/Johnny Cash Is Coming To Town
- 1987年 2月　　　フォーク セッション インサイド 解説 32PD-238 (日本フォノグラム)
- 1989年 8月　　　ブルーグラス'87 解説 22P2-2973 (WARNER-PIONEER)
- 1989年 9月　　　スキーター・デイヴィス ベストセレクション 解説 B23D-41051 (BMG JAPAN)
- 1989年10月21日　ドン・ギブソン　ベスト・セレクション　解説 B23D-41050 (RCA)
- 1990年 9月25日　オズボーン・ブラザース / ブルーグラス・メロディーズ 監修 WMC5-196 (WEA Japan)
- 1990年10月25日　オズボーン・ブラザーズ / 栄光のオズボーン・ブラザーズ～MGMコレクション [3CD] 監修 POCP-1048/50 (ポリドール)
- 1992年 1月21日　ウェルカム・トゥ・MCA・カントリーVol.2 監修 MVCM-132 (MCA)
- 1995年 8月23日　The Atkins Travis Travelling Show 解説 BVCP-7396 (RCA)
- 1995年12月16日　ハンク・スノウ / グレイテスト・ヒッツ1949-1980 解説 BVCP-8610～2 (RCA)
- 1995年　　　　　Let's Boots Dancin' MCA (MVCM-548)
- 1997年 4月23日　The Father Of Blue Grass Music 解説 BVCP-7464 (BMG JAPAN)
- 1999年　　　　　レッツ・ブーツ・ダンシン 解説 COCB-50164 (日本コロムビア)
- 2002年10月 2日　ベスト・オブ・ドリー・パートン BVCM-37333 (BMG JAPAN)
- 2002年10月 2日　ベスト・オブ・チェット・アトキンス BVCM-37327 (BMG JAPAN)
- 2002年12月23日　ベスト・オブ・カントリー＆ウエスタン BVCM-37370 (BMG JAPAN)
- 2002年10月 2日　ベスト・オブ・ジョン・デンバー BMG JAPAN (BVCM-37330)
- 2002年10月23日　ダウン・ザ・オールド・プランク・ロード～ザ・ナッシュビル・セッションズ BVCF-31111 (BMG JAPAN)
- 2002年 8月28日　ハンク・ウイリアムズ・ベスト・セレクション UICY-8052 (ユニバーサル インターナショナル)
- 決定盤 カントリー＆ウェスタン ジャンボリー (東芝EMI)
- 2003年 2月26日　ソング・オブ・ホーム～アメリカ音楽の旅 BVCC-34052 (BMG JAPAN)
- 2003年　　　　　レッツ・ブーツ・ダンシン2003 解説 COCB-53100 (日本コロンビア)
- 2004年11月24日　FINE-Fresh American Music 解説 BVCM-37567 (BMG JAPAN)
- 2004年11月24日　ベスト・オブ・アラン・ジャクソン 解説 BVCM-31142 (BMG JAPAN)
- 2005年 2月23日　アンブロークン・サークル／カーター・ファミリーの遺産 解説 OMCX-1125 (コロムビアミュージックエンタテインメント)
- 2006年 6月21日　RCAデイズ・オブ・チェット・アトキンス～ナッシュヴィル・ジャンプ 監修 BVCM-37722～BVCM-37723 (BMG JAPAN)
- 2008年 9月24日　メモリアル・ベスト・オブ・エディ・アーノルド BVCM-35470 (ソニーミュージック)
- 2009年 4月　　　ジョン・ハートフォード ライナー解説 BVCM-35616 (ソニーミュージック)
- 2009年 9月　　　エルヴィス・クリスマス・デュエット/エルヴィス・プレスリー・ウィズ・ヴァリアス・アーチスト 解説 BVCM-31243 (RCA)

## 旧所属団体
- ミュージック・ペンクラブ・ジャパン
- Country Music Association U.S.A.
- 鎌倉じゃず祭実行委員会

## 活動

### 演奏
- 「DEADLY DRIVE」伊藤銀次通算1作目のスタジオ・アルバム。ドブロで参加。

### 音楽イベント
- 「カントリーゴールド 」[1]1989年～2015年、サポートおよび広報(九州各県のテレビ、ラジオ曲への出演)などを行った。

### ラジオ・テレビ
NHKFM
- ルーシー・ケント「サウンド・マップ」～ワシントンＤＣ編、ハワイ編、テキサス編、ほか。
- 「ミュージック・ワンダーランド」カントリー・スペシャル番組～新時代宣言、カーボーイになりたい、ほか。
- 特番「2003年度CMAミュージック・アワード・ショー」、特番「エルヴィス・カントリー」、ほか。

BSデジタルラジオ
- 「ミュージック・リビング」にて、2001年から約一年間、“レッド・ホット・カントリー”の番組構成・パーソナリティを担当。

フジテレビ
- 「ファーム・エイド　カントリー＆ロック ミュージック スペシャル 1985/9/22」

## 参考資料
- 『追悼「わが心の島田耕」』Moon Shiner MS-3309 2016年7月号(通巻393号) (B.O.M.Service, Ltd.)
- 『バンジョーマダム、虎の穴修行⑤「島田耕」』Moon Shiner MS-2801 2010年11月号(通巻325号) (B.O.M.Service, Ltd.)
- 『島田耕 回顧録』[2]